# Românii din Slovenia

Românii din Slovenia (în slovenă Romuni v Sloveniji) sunt una dintre comunitățile etnice din Slovenia. Există aproximativ 400 de etnici români care trăiesc în Republica Slovenia, care sunt stabiliți în toată țara. Există și o comunitate mică de vlahi, dintre care majoritatea vorbesc și românește, care de asemenea locuiesc în Slovenia.

## Istorie
Marea majoritate a românilor din Slovenia sunt migranți. Migranții vlahi din prima sau a doua generație au venit din alte republici din fosta Iugoslavie, în special din Serbia, din Valea Timocului pentru a urma cariere și oportunități economice mai bune în Slovenia. Emigrarea cetățenilor din România în Slovenia s-a intensificat în secolul 21, în special după intrarea României în Uniunea Europeană în 2007.

## Limbă
Majoritatea românilor din Slovenia folosesc limba română.
Este folosit de asemenea și graiul timocean de către migranții vlahi.

## Cimitire militare românești din Slovenia
- Branik
- Ljubljana
- Škofja Loka
- Tolmin
- Lokvica

## Demografie
| An        | Număr                | %          |
| --------- | -------------------- | ---------- |
| 1953      | 41 români; 9 vlahi   | 0.0%; 0.0% |
| 1961      | 48 români; 6 vlahi   | 0.0%; 0.0% |
| 1971      | 41 români; 4 vlahi   | 0.0%; 0.0% |
| 1981      | 93 români; 16 vlahi  | 0.1%; 0.0% |
| 1991      | 115 români; 37 vlahi | 0.1%; 0.0% |
| 2002      | 122 români; 13 vlahi | 0.1%; 0.0% |
| 2015/2016 | 400 români           |            |
| 2020      | 441 români           |            |